# 李炳 (萬曆壬辰進士)
李炳（？—？），字虎文，號本陽，鎮西衛（太原五衛之一）籍，山西岢嵐人，明朝政治人物。

## 生平
萬曆十三年（1585年）乙酉科山西鄉試舉人。萬曆二十年（1592年），登壬辰科第三甲第二十八名進士。初授元城县知县，二十六年擢升礼部祠祭司主事，升精膳司员外郎，三十年升主客司郎中，三十一年调祠祭司郎中，三十四年仕至陝西參政，三十五年丁未致仕。

## 家族
曾祖李銳；祖父李釋民，舉人；父李儲。